# The Hillmen (album)
The Hillmen è un album dell'omonimo gruppo musicale di Bluegrass, pubblicato (solo in Olanda) dalla Together Records nel 1969.

## Tracce
Lato A
1. Fair and Tender Ladies – 3:01 (Maybelle Carter)
2. Winsborough Cotton Mill Blues – 2:42 (Pete Seeger)
3. Wheel Hoss – 2:21 (Bill Monroe)
4. Faretheewell – 2:54 (Bob Dylan)
5. Goin' Up – 2:16 (Vern Gosdin, Rex Gosdin)
6. With These Chains – 2:28 (Vern Gosdin, Rex Gosdin)

Durata totale: 15:42
Lato B
1. When the Ship Comes In – 3:02 (Bob Dylan)
2. Roll on Muddy River – 2:24 (Vern Gosdin, Rex Gosdin)
3. Blue Grass Chopper – 1:24 (Vern Gosdin, Rex Gosdin, Chris Hillman, Don Parmley)
4. Ranger's Command – 2:52 (Woody Guthrie)
5. Prisoner's Plea – 2:45 (Vern Gosdin, Rex Gosdin)

Durata totale: 12:27
LP pubblicato nel 1981 dalla Sugar Hill Records (SH-3719)
Lato A
1. Brown Mountain Light – 2:15 (Scott Wiseman)
2. Ranger's Command – 3:00 (Woody Guthrie)
3. Sangeree – 2:53 (Pubblico dominio)
4. Blue Grass Chopper – 1:23 (Vern Gosdin, Rex Gosdin, Chris Hillman, Don Parmley)
5. Barbara Allen – 2:55 (Pubblico dominio)
6. Fair and Tender Ladies – 2:57 (June Carter)
7. Goin' Up – 2:15 (Vern Gosdin, Rex Gosdin)

Durata totale: 17:38
Lato B
1. When the Ship Comes In – 3:00 (Bob Dylan)
2. Fare Thee Well – 2:54 (Bob Dylan)
3. Winsborough Cotton Mill Blues – 2:40 (Pete Seeger)
4. Prisoner's Plea – 2:52 (Vern Gosdin, Rex Gosdin)
5. Back Road Fever – 1:50 (Vern Gosdin, Rex Gosdin)
6. Roll on Muddy River – 2:22 (Vern Gosdin, Rex Gosdin)

Durata totale: 15:38
Edizione CD del 1996, pubblicato dalla Sugar Hill Records
1. Brown Mountain Light – 2:19 (Scott Wiseman)
2. Ranger's Command – 3:05 (Woody Guthrie)
3. Sangeree – 2:56 (Pubblico dominio)
4. Blue Grass Chopper – 1:26 (C. Hillman, D. Parmley, Gosdin Bros.)
5. Barbara Allen – 3:11 (Brano tradizionale)
6. Fair and Tender Ladies – 3:04 (June Carter)
7. Goin' Up – 2:19 (Vern Gosdin, Rex Gosdin)
8. Wheel Hoss – 2:23 (Bill Monroe)
9. When the Ship Comes In – 3:03 (Bob Dylan)
10. Fare Thee Well – 2:58 (Bob Dylan)
11. Winsborough Cotton Mill Blues – 2:45 (Pete Seeger)
12. Prisoner's Pea – 2:52 (Vern Gosdin, Rex Gosdin)
13. Back Road Fever – 1:50 (Vern Gosdin, Rex Gosdin)
14. Copper Kettle – 3:40 (Brano tradizionale)
15. Roll on Muddy River – 2:27 (Vern Gosdin, Rex Gosdin)

Durata totale: 40:18

## Musicisti
- Chris Hillman - mandolino
- Chris Hillman - voce solista (solo nel brano: Fair and Tender Ladies)
- Vern Gosdin - voce solista, chitarra
- Don Parmley - banjo, voce baritono
- Rex Gosdin - contrabbasso, voce tenore